# Броница (Львовская область)
Бро́ница (укр. Брониця) — село в Дрогобычской городской общине Дрогобычского района Львовской области Украины.

## География
Расположено в 13 км от районного центра и в 5 км от железнодорожной станции Новошицы.

## История
Впервые селение упоминается в 1600 году.
В 10 километрах от Дрогобыча, по дороге на Самбор между селами Лишня и Броница в лесу находится еврейский мемориал — дрогобычский Бабий Яр.
Здесь, в Броницком лесу, фашисты зверски убили более 10 тысяч людей, в том числе почти 1000 детей. Среди убитых — жители Дрогобыча и окрестных сёл, в основном, евреи, подпольщики, коммунисты, руководители КПЗУ.
На месте массовых расстрелов был установлен памятник «Жертвам фашистского террора в годы временной оккупации (1941—1944 гг.)».
Сейчас здесь в лесу находится «Еврейский мемориал».
Близ села, на горе над р. Быстрицей, установлен памятник Т. Г. Шевченко.

## Известные уроженцы
- Залокоцкий, Роман Фёдорович — советский и украинский шахматный композитор (проблемист), международный мастер FIDE, международный арбитр по шахматной композиции, заслуженный мастер спорта Украины, гроссмейстер Украины по шахматной композиции, почётный гражданин города Самбора.
- Ковалив С. М. — украинский писатель последней четверти XIX века, педагог.